# The Elder Scrolls V: Skyrim
The Elder Scrolls V: Skyrim is een rollenspel dat officieel uitkwam op 11 november 2011. Het spel werd ontwikkeld door Bethesda Game Studios en uitgebracht door Bethesda Softworks. Het is het vijfde deel in de serie The Elder Scrolls en wordt in de volksmond ook wel kortweg Skyrim genoemd.
Het computerspel werd precies een jaar eerder aangekondigd tijdens de Spike Video Game Awards. In Nederland was het spel al een week voor de officiële datum in diverse winkels te koop. Het loopt via het distributieplatform Steam, waardoor het op de pc pas vanaf de release te spelen was. Op de PlayStation 3 en de Xbox 360 was het echter al wel te spelen.
De versie die voor de PlayStation 3 op de markt gebracht was, lag de eerste week na publicatie meteen sterk onder vuur. Na zo'n 40 tot 100 uur spelen begint het spel vrijwel altijd zeer grote vertragingen te vertonen, of het scherm blijft zelfs hangen. Volgens projectleider Joshua Sawyer zou dit te wijten zijn aan een andere geheugentechniek die door PS3 gebruikt wordt.
In 2016-2017 verscheen een uitgebreide versie van Elder Scrolls V: grafisch beter en toegevoegde vegetatie. Deze versie is beschikbaar voor Playstation 4, Xbox One, PC en Nintendo Switch.

## Verhaal
Het verhaal begint vanuit het 
perspectief van het speelbare karakter, samen met drie andere personen (waaronder Ulfric Stormcloak, leider van de Stormcloak-rebellie), die gekneveld en vastgebonden achter in een huifkar zitten. Het personage is illegaal de grens overgestoken van Skyrim, terwijl niet veraf, tijdens een hinderlaag, Ulfric werd gevangengenomen. Jij wordt eveneens gevangengenomen. De Stormcloaks profileren zich als een nationalistische rebellenbeweging die zich tegen het keizerlijke bewind over de provincie Skyrim en de immigratie van vreemde rassen daarheen verzet. Ze zijn ervan overtuigd dat Skyrim toekomt aan het oorspronkelijke ras dat de provincie bewoonde, de Nords, en aan niemand anders.
Wanneer je aan het eind van de rit voorbereid wordt om je naar het schavot te begeven (nadat je je ras en uiterlijke kenmerken alsook naam bepaalt) wordt de executie verstoord door de draak Alduin, de Wereld-Eter en de Oudnordische God van Destructie. In de commotie weet je te ontsnappen en uiteindelijk op vrije voeten door Skyrim bewegen.
Later in het spel wordt duidelijk dat je Dovahkiin ("Dragonborn") bent; je hebt de ziel van een draak en het lichaam van een sterveling. Dit blijkt de reden zijn waarom Alduin het op Helgen had gemunt: De Dovahkiin is namelijk de enige die Alduin's ziel kan absorberen door zijn relatie met de Dov, de Draken.  Ook kun je thu'um ("shouts") leren door de woorden van een schreeuw te lezen. De onthulling van je ware aard vloeit samen met de wederopstanding van de draken, waarvan men dacht dat ze uitgestorven waren. Onder leiding van Alduin, de eerstgeboren draak, zou de wereld zoals men nu kent weldra vernietigd worden, zoals voorspeld in een oude legende.
Naast het hoofdverhaal over de oorlog tegen de draken, zijn er tal van subverhalen zoals de burgeroorlog tussen de Empire en de Stormcloaks. Deze verzetten zich tegen de Empire, omdat 30 jaar voor het verhaal de Aldmeri Dominion de Empire bijna verwoestte in "The Great War". Hierbij moest de keizer (Titus Mede II) een verdrag ("The White Gold Concordat") tekenen, waarin stond dat de heiligste god van de Nords, Talos, niet meer mocht worden aanbeden, omdat de Aldmeri Dominion het beledigend vond jegens het volgens hun 'superieure ras van elfen' dat een menselijke sterveling een god zou kunnen worden. Immers was Talos in zijn leven op Nirn (de planeet waar The Elder Scrolls-games zich op afspelen) een menselijke sterveling; Tiber Septim. Dit verdrag komt zeer zwaar aan in Skyrim. Veel mensen verzetten zich ertegen, zelfs vanuit de Empire is er verzet, maar Ulfric Stormcloak buit dit volgens sommigen uit om Skyrim uit eigen belang onafhankelijk te maken, zodat hij de High King van Skyrim kan worden. De Aldmeri Dominion pakt Talos-aanbidders systematisch op en vermoordt ze. Zo ook de oude keizerlijke garde van de Septim Keizers,  de Blades. Op het tekenen van het Concordat, de Aldmeri Dominion belegerde de thuishaven van de Drakendoders, Cloud Ruler Temple, die na het vallen van de laatste Septim-Keizer,  Martin Septim op zoek zijn geweest naar een Dragonborn. De Blades, sterk in de minderheid slagen er in enkele dagen vol te houden maar de Blades werden bijna allemaal uitgeroeid. In Skyrim er waren nog maar twee leden van de Blades Orde die uit de handen van de Thalmor konden blijven: Delphine en Esbern. Beide hebben een speciaal document bij de Thalmor, die driftig op zoek zijn om voorgoed van hun aartsvijanden af te zijn. De Blades zijn namelijk gewijd aan Talos, die een Dragonborn was, de ultieme Drakenvechter. Esbern vind uiteindelijk een oude tempel van de voorgangers van de Blades: de Akaviri Drakenwacht. Hier aangekomen stuiten ze op Alduin's Muur, waar is verteld hoe Alduin werd verslagen door drie Nords: Gromliath Gouden-Hilt, Felldir de Oude en Hakon Een-Oog waarbij Felldir een Elder Scroll had.
Je kunt ook lid worden van de Dark Brotherhood (het sluipmoordenaarsgilde), de Companions (het krijgers/huurlings gilde), de Thieves Guild (het dievengilde), The Bards' College (het bardencollege) en het College van Winterhold (de Universiteit voor magie in Skyrim) en in opdracht van hen missies voltooien. Daarnaast kun je van elke grote stad in Skyrim een zogenoemde Thane worden. Daarvoor moet je enkele missies voor de Jarl van desbetreffende stad voltooien en tevens enkele bewoners van de stad helpen.

## Gameplay
De bewegingsvrijheid van de speler is een typisch kenmerk van de serie The Elder Scrolls. De speler kan de wereld van Skyrim te voet of te paard verkennen, maar hij kan ook "snel reizen" naar de steden en kerkers die hij al ontdekt heeft. Ook karakterontwikkeling is een primair element van Skyrim. Aan het begin van het spel kiest de speler een van de vele mogelijke rassen, waaronder 4 verschillende menselijke rassen (Nords, Imperials, Bretons en Redguards), 4 soorten elven (High elves, Wood elves, Dark elves en Orcs [deze worden ook wel 'corrupted elves' genoemd]), Khajiit (katachtigen) en Argonian (reptielachtigen), elk met verschillende eigenschappen en vaardigheden. Naarmate het spel vordert, kan de speler de vaardigheden van zijn personages verbeteren.
Tijdens het spel kunnen er verschillende objecten worden meegenomen, bijvoorbeeld wapentuig of kleding, maar ook voedsel, plantjes of waardevolle spullen. Wanneer de speler zijn inventaris opent, kan hij alle verzamelde objecten driedimensionaal bekijken. Sommige van deze objecten zijn essentieel voor het oplossen van puzzels in kerkers. De effectiviteit van de speler op het strijdtoneel hangt af van het gebruik van wapens en bewapening. Deze kunnen ofwel worden gekocht ofwel door de speler zelf worden gemaakt in smederijen. Ook magische objecten kunnen worden gekocht of gemaakt. Wapens kunnen snel worden verwisseld door middel van een snelmenu met de door de speler geselecteerde favoriete items.
Bij het verkennen van de spelwereld kan de speler de nodige dieren tegenkomen. Dit kunnen vriendelijke dieren zijn (konijnen, herten, paarden) of vijandelijke monsters. Veel monsters gedragen zich onmiddellijk vijandig tegenover de speler en kunnen worden gedood. Nieuw ten opzichte van de eerdere spellen uit de reeks is de toevoeging van draken. Deze draken zijn sterk van invloed op zowel het verhaal als de manier van spelen. Om dit voor elkaar te krijgen, was in de ontwikkeling van het spel een speciaal team van ontwikkelaars ingericht, dat zich uitsluitend met de ontwikkeling van de draken en hun interactie met de wereld bezighield. In Skyrim bevindt zich daarom een verscheidenheid aan draken, hetzij alleen of in kleine groepjes. Ze worden tijdens het spel willekeurig gegenereerd, waardoor hun aantal oneindig is. Draken kunnen steden en dorpen op elk moment aanvallen. Niet elke draak is echter vijandig, en de speler kan met niet-vijandige draken communiceren.

## Skills
Skyrim werkt, in tegenstelling tot vele moderne RPGs, met een onderverdeeld level-systeem. Zo verbeteren voornamelijk de vaardigheden die de speler vaak gebruikt en diegene die zelden tot nooit gebruikt weinig tot niet. Wanneer de speler voldoende vaardigheden heeft verbeterd, stijgt het karakter zijn algemeen niveau. Daarbij past de speler niet meer aparte eigenschappen aan (zoals in de vorige Elder Scrolls-spellen) maar enkel zijn health (gezondheid), stamina (uithoudingsvermogen) of magisch uithoudingsvermogen (magicka).
Elke keer als het algemene niveau van het karakter stijgt, heeft de speler ook de mogelijkheid om punten te investeren in karakteristieken of perks, die elk aansluiten bij één vaardigheid. Zo heeft de speler bijvoorbeeld de mogelijkheid om in te zoomen terwijl het personage een pijl aanlegt met een boog.

## Rassen
Zoals in alle spellen uit de The Elder Scrolls-serie zijn er tien rassen beschikbaar waaruit de speler kan kiezen om mee te spelen. Ieder ras heeft unieke eigenschappen die een bepaalde speelstijl of ontwikkeling vergemakkelijken of belemmeren.
Hieronder volgt een lijst van alle speelbare rassen in Skyrim.
- Argonian: Reptielachtige wezens uit The Black Marsh, een zuidoostelijke provincie in Tamriel. Argonians zijn zeer goed in lockpicking (openen van sloten) en komen het best tot hun recht in de Thieves Guild (Dievengilde) of de Dark Brotherhood (sluipmoordenaarsgilde).
- Breton: Bretons zijn inwoners van de provincie High Rock en zijn half mens en half elf. Ze zijn gespecialiseerd in conjuration-magie en het meest geschikt voor The College of Winterhold, een tovenaars-school.
- Dark Elf (Dunmer): Elfen uit de provincie Morrowind ten oosten van Skyrim. Dark Elves zijn het best in destruction-magie en vooral met vuur.
- High Elf (Altmer): Dit ras vindt zijn oorsprong in The Summerset Isle. Het zijn de meest natuurlijk aangelegde tovenaars en vooral in illusion-magie. Ze zijn net als Bretons zeer geschikt voor The College of Winterhold.
- Khajiit: katachtige wezens van Elsweyr in het zuiden van Tamriel. Khajiits zijn goed in sneaking (sluipen) en in vechtpartijen zonder wapens. De klauwen van Khajiit brengen meer schade toe dan de vuisten van andere rassen. Dit ras is het meest geschikt voor The Dark Brotherhood of de Thieves Guild.
- Nord: Oorspronkelijke inwoners van Skyrim en zeer goede krijgers. Nords zijn goed met tweehandige wapens en zijn 50% meer bestendig tegen de kou.
- Orcs (Orsimer): Dit ras komt van Orsinium en is vrijwel een van de beste krijgerstypes uit het spel. Ze zijn gespecialiseerd in heavy armor.
- Redguard: Inwoners van Hammerfell in het zuiden. Ze zijn goed met eenhandige wapens en 50% meer bestendig tegen gif. De Redguard zijn zeer goede krijgers.
- Wood Elf (Bosmer): Wood Elves komen van Valenwood. Het zijn goede boogschutters. Wood Elves zijn ook goed in sneaking en kunnen dieren een tijdje voor hen laten vechten.
- Imperial: Dit zijn menselijke inwoners van Cyrodiil, waar ook de Imperial City zich bevindt, de hoofdstad van het keizerrijk. Dit is een van de meest neutrale rassen.

Veel genoemde/voorkomende niet-speelbare rassen in Skyrim zijn:
- Snow Elf (Falmer):

Dit ras werd al snel met uitsterven bedreigd. Daarom zochten ze toevlucht in grotten. Hier kwamen ze in contact met de Dwemer (zie hieronder). De Dwemer misleidden de Snow Elves en gebruikten ze als slaaf. Vanwege het innemen van vergif werden de Snow Elves blind en veranderden ze uiteindelijk in de wezens die veelal in de grotten/dwemer-ruïnes van Skyrim voorkomen. Van het oorspronkelijk ras "Snow Elves" is niet veel meer over. De Skyrim-uitbreiding Dawnguard laat ons kennismaken met (waarschijnlijk) de enige twee overgebleven oorspronkelijke Snow Elves: Knight-Paladin Gelebor en zijn broer, Arch-Curate Vyrthur.
- Deep Elf (Dwemer):

Dit ras komt niet voor in Skyrim, maar ze hebben wel veel ruïnes met grote (door hen vervaardigde) robots achter. Het ras leefde oorspronkelijk in Skyrim en Morrowind (de Oostelijke buurprovincie van Skyrim). Het ras werd met uitsterven bedreigd na diverse oorlogen met o.a. de Snow Elves en verdween in zijn geheel op mysterieuze wijze na het gebruik van de "Kagrenac's Tools" waarvan alleen de dolk "Keening" in Skyrim voorkomt.

## Shouts
In Skyrim krijgt de Dovahkiin een extra kracht, thu'um ("shouts") genaamd. Met Shouts kan de speler bijvoorbeeld tegenstanders omverwerpen, in brand steken, bevriezen of zelfs de tijd langzamer laten lopen of zelfs compleet stoppen, waarin de speler zelf wel normaal beweegt.
Deze nieuwe vaardigheid kan de speler niet 'levelen' door het te doen. Shouts zijn ook niet te vinden in het skill-menu. Ze staan onder de afdeling magie bij shouts. Shouts moet de speler zien als extra hulp bij lastige situaties. Als de speler bijvoorbeeld van een berg af moet springen, kan hij zichzelf voor een korte tijd 'ethereal' maken, en de speler ontvangt dan geen schade van het vallen.
Verschillende shouts leert de speler door de verhaallijn te volgen, maar de speler kan ook zelf op ontdekkingsreis gaan, en verschillende Word Walls (Muren met tekst erop in de drakentaal Dovahzul) vinden. Op deze muren staan woorden, en als de speler bij de muur gaat staan leert hij de shout. Maar dat is niet genoeg. De speler moet eerst een draak verslaan en diens ziel opnemen. Met deze ziel kan de speler de shout vrijspelen. Een shout wordt sterker naarmate de speler meer woorden van een bepaalde shout leert. Er kunnen per shout maximaal drie woorden worden geleerd. In heel Tamriel is het karakter de enige die shouts kan beheersen zonder er jarenlang voor te hoeven oefenen. Andere mensen die shouts kunnen gebruiken in de provincie Skyrim zijn de greybeards, oude monniken die de geloofsregels volgen van Jurgen Windcaller. Zij leven op de top van de hoogste berg in heel Tamriel, Monahven, in een kasteel genaamd High Hrotghar. Hun meester is Paarthunax, een van de weinige draken die niet boosaardig is en zelfs een bondgenoot van het karakter. Andere wezens die kunnen shouten zonder oefenen zijn draken en de draugr, ondode wezens die duizenden jaren geleden Skyrim bevolkten maar nu ronddwalen in de ondergrondse tombes van de oude helden. Mythes beweren dat ze eens de draken dienden, maar na hen te verraden vervloekt werden met het eeuwige leven.

## Drakentaal
De drakentaal, ook wel dovahzul genoemd, is een kunsttaal die speciaal voor Skyrim is gemaakt. De taal is zo ontworpen dat de sfeer die er omheen hangt aan draken doet denken. De letters bijvoorbeeld zijn zo ontworpen dat deze op klauwen lijken. Verder is geprobeerd de taal qua uitspraak Scandinavisch of Germaans te laten lijken. Zo spreek je het woord dovahkiin bijvoorbeeld uit volgens Nederlandse uitspraak in plaats van volgens Engelse. Aangezien de taal vooral werd ontworpen op een manier zodat hij makkelijk te gebruiken was voor de doelen van het spel is de grammatica simpel gehouden. De basis die gelegd was bestaande uit ongeveer 640 woorden, een 34 letters tellend alfabet en relatief simpele grammatica vonden fans die de taal graag wouden leren niet genoeg. De taal is na de uitgave van het spel onofficieel uitgebreid met ongeveer 5500 woorden en enkele nieuwe grammaticale regels. De fansite die een woordenboek bijhield met de nieuwe woorden is daar in 2016 echter mee gestopt en deze taak is niet door anderen overgenomen.

## Recensies
The Elder Scrolls V: Skyrim werd over het algemeen zeer positief ontvangen. Zo ontving het meerdere spel-van-het-jaarprijzen en werd het door spelers wereldwijd geprezen. Gamer.nl prees het spel bijvoorbeeld voor de "enorme en gevarieerde spelwereld".

## Uitbreidingen
Skyrim kent drie uitbreidingen, die als DLC kunnen worden gedownload en geïnstalleerd. De eerste uitbreiding Dawnguard kwam op 26 juni 2012 als eerste uit voor de Xbox 360. Windows en de Playstation 3 volgden later (op 2 augustus 2012 en 26/27 februari 2013, respectievelijk).
Op 4 september 2012 kwam de uitbreiding Hearthfire uit voor de Xbox 360. De pc en Playstation 3 volgden wederom later.
De derde en laatste uitbreiding, genaamd Dragonborn, kwam uit op 4 december 2012.

### Dawnguard
Deze eerste officiële uitbreiding gaat over de Dawnguard, een oude organisatie toegewijd aan de complete vernietiging van vampieren, en daarmee het dwarsbomen van de plannen van Lord Harkon, een vampier die als doel heeft de zon te doven.
De speler krijgt de keuze om de Dawnguard te helpen in diens missie de vampieren te vernietigen, of om je als vampier aan te sluiten bij de vampieren.
De uitbreiding voegt verscheidene nieuwe dingen toe en voorziet spelers van een nieuwe verhaallijn. De uitbreiding werd zelfs beter ontvangen dan het spel zelf.

### Hearthfire
In Hearthfire kan de speler zijn eigen huis bouwen en kinderen adopteren. Aan het begin van Hearthfire ontvangt het karakter een brief van de steward van Falkreath, waarin staat dat er een perceel is vrijgekomen in bij het meer "Ilinalta". De speler kan dit perceel kopen en er een huis op neerzetten.
In bepaalde steden zwerven kinderen over straat. Deze uitbreiding stelt het karakter in staat deze kinderen te adopteren. Deze uitbreiding kwam op 4 september 2012 uit voor de Xbox 360 en op 4 oktober 2012 voor de PC. Hearthfire is voor 13+. Inmiddels zijn deze uitbreidingen ook voor de PlayStation 3 uitgekomen.

### Dragonborn
De uitbreiding Dragonborn kwam op 4 december 2012 uit voor de Xbox 360 en op 5 december voor de PC. In deze uitbreiding is de eerste dragonborn (Miraak) weer tot leven gekomen, en hij eist zijn plaats als dragonborn terug. In Dragonborn is het mogelijk om op een draak te rijden en het eiland 'Solstheim' te herontdekken. Solstheim, het eiland dat in de uitbreiding Bloodmoon van Morrowind al te bezoeken is, is voor Skyrim opnieuw vormgegeven. Daar zijn nu verschillende nieuwe steden en andere locaties te vinden. Ook zijn er nieuwe shouts toegevoegd waarmee het karakter onder andere een draak voor zich kan laten vechten en je mensen zijn wil op kan leggen. Dragonborn maakt het mogelijk om vier nieuwe uitrustingen te smeden. Stalhrim, de armor van de nords die daar duizenden jaren geleden leefden gemaakt van sterk ijs, Chitin, een uitrusting voor handelaars, Bonemold, een uitrusting die ontwikkeld is door de Dunmer (donkere elfen) gemaakt van beenderresten, en uiteindelijk Nordic, een mengeling tussen zilver en dwarven, gemaakt van quicksilver.

## Vervolg
Op de Electronic Entertainment Expo in 2018 kondigde Bethesda het vervolg van Skyrim aan, met de werktitel The Elder Scrolls 6. Het is nog niet bekend wanneer het spel verschijnt, er is nog niet veel informatie vrijgegeven.